# Justicia vidalii
Justicia vidalii är en akantusväxtart som beskrevs av C. B. Cl.. Justicia vidalii ingår i släktet Justicia och familjen akantusväxter. Inga underarter finns listade i Catalogue of Life.